# Tourou (Parakou)
Pour les articles homonymes, voir Tourou.
Tourou est un quartier de ville de la commune de Parakou dans le département du Borgou.  Il est situé à l'ouest du centre ville de Parakou, sur la RNIE 6,,,.
Tourou est dans le premier arrondissement de Parakou et est subdivisé en six sous-quartiers : Tourou I, Tourou II, Tourou III, Tourou IV, Tourou V et Tourou VI.
C'est aussi dans cette localité que se situe le deuxième aéroport international du Bénin,,.
La population de cette partie de la ville s'élevait à 36006 habitants selon un rapport de février 2016 de l'Institut National de la Statistique et de l'Analyse Économique (INSAE) du Bénin intitulé Effectifs de la population des villages et quartiers de ville du Bénin (RGPH-4, 2013).